# فرودگاه کواگتاگ
فرودگاه کواگتاگ (به انگلیسی: Quaqtaq Airport) یک فرودگاه همگانی باربری با کد یاتا YQC است که یک باند فرود شن دارد و طول باند آن ۱۰۷۳ متر است. این فرودگاه در کشور کانادا قرار دارد و در ارتفاع ۳۱ متری از سطح دریا واقع شده است.

## شرکت‌های هواپیمایی و مقصدهای پروازی
| شرکت‌های هواپیمایی | مقصدهای پروازی |
| ----------------- | --- |
| ایر اینویت        | اوپالوک، کانگیکسویواک، کانگیرسوک، کویواک، مونترآل-پییر الیوت ترودو، ژان لوساژ شهر کبک، سللویت، سچففرویلل، تاسیوجاک |